# Абд аль-Мухсін ас-Саадун
Абд аль-Мухсін ас-Саадун (араб. عبد المحسن السعدون; 10 травня 1879 — 13 листопада 1929) — іракський державний і політичний діяч, чотири рази обіймав посаду прем'єр-міністра країни.

## Життєпис
Вищу освіту здобував у Військовій академії в Стамбулі. Далі проходив військову службу в армії Османської імперії, був помічником-ад'ютантом султана Абдул-Гаміда II. Після Першої світової війни став провідником британських інтересів в Іраку й політичним опонентом короля Фейсала I.
За часів свого перебування на посту глави уряду уклав дві важливі угоди:
- 1926 року — договір з англійцями, що гарантував визнання за Іраком населеного курдами регіону з центром у Мосулі (за умов гарантії прав місцевого курдського населення)
- 1926 року — договір з Туреччиною, в якому Ірак зобов'язався сплачувати Туреччині 10 % від своїх прибутків від нафтових родовищ в обмін на визнання останньою іракського контролю над курдським районом.

У грудні 1928 року під тиском великих заворушень проти британського протекторату поставив питання щодо необхідності формування власних збройних сил і почав підтримувати Фейсала I, жадаючи більшої автономії. Вийшов у відставку на знак протесту проти політики Великої Британії.